# Heinrich Rohrer
Heinrich Rohrer (Buchs, Suíça, 6 de junho de 1933 — Wollerau, Suíça, 1 de maio de 2013) foi um físico suíço que teve como maior contribuição para a ciência a criação, junto de Gerd Binnig do microscópio de corrente de tunelamento (STM) o qual rendeu aos dois metade do prêmio Nobel de Física de 1986.

## Biografia
Viveu no campo até 1949, quando sua família se mudou para Zurique. Na cidade, decidiu estudar física e permaneceu durante 10 anos no Swiss Federal Institute of Technology, onde graudou-se e obteve seu Ph.D. sob a orientação de Jörgen Lykke Olsen.
Em 1961, casou-se com Rose-Marie Egger, e acabou mudando-se para os Estados Unidos, onde permaneceu dois anos fazendo seu pós-doutorado, trabalhando com o grupo de Bernie Serin, na Rutgers University, Nova Jersey.
Em 1963, retornou para Zurique e trabalhou na IBM Reaserch Laboratory, laboratório que acabara de ser fundado. Nos primeiros anos Rohrer estudou sistemas Kondo, diagramas de fases magnéticos e um antiferromagnético GdAlO3.
Entre 1974/1975, foi para Universidade da Califórnia em Santa Bárbara, para ter um pouco de contato com a ressonância magnética nuclear.
Em 1978, Rohrer convenceu Binnig a entrar no IBM Research Laboratory e iniciaram seu trabalho estudando pequenos defeitos na superfície do silicone. Construíram em 1981 seu primeiro microscópio de corrente de tunelamento, que permitiu a observação na escala atômica,
e lhes rendeu metade do prêmio Nobel de Física de 1986, dividido com Ernst Ruska.